# Loxia
Loxia – rodzaj ptaków z podrodziny łuskaczy (Carduelinae) w rodzinie łuszczakowatych (Fringillidae).

## Zasięg występowania
Rodzaj obejmuje gatunki występujące w Eurazji, północno-zachodniej Afryce i Ameryce Północnej.

## Morfologia
Długość ciała 14–20 cm, masa ciała 23–69 g.

## Systematyka

### Etymologia
Loxia: λοξος loxos – „krzyżowy, ukośny”. W nomenklaturze zoologicznej nazwa Loxia stosowana jest w połączeniu z różnymi ziębo-podobnymi ptakami, które zwykle odznaczają się wygiętymi lub mocno zbudowanymi dziobami.

### Podział systematyczny
Do rodzaju należą następujące gatunki:
- Loxia pytyopsittacus Borkhausen, 1793 – krzyżodziób sosnowy
- Loxia scotica E. Hartet, 1904 – krzyżodziób szkocki
- Loxia curvirostra Linnaeus, 1758 – krzyżodziób świerkowy
- Loxia sinesciuris Benkman, 2009 – krzyżodziób wyżynny
- Loxia leucoptera J.F. Gmelin, 1789 – krzyżodziób modrzewiowy
- Loxia megaplaga Riley, 1916 – krzyżodziób karaibski